# ناحیه باگلی، میشیگان
ناحیه باگلی (به انگلیسی: Bagley Township) یک منطقهٔ مسکونی در ایالات متحده آمریکا است که در شهرستان آتسگو، میشیگان واقع شده‌است.
 ناحیه باگلی ۸۱٫۱ کیلومتر مربع مساحت و ۵٬۸۳۸ نفر جمعیت دارد و ۳۹۸ متر بالاتر از سطح دریا واقع شده‌است.